# Dwergfactor
De dwergfactor is een erfelijke eigenschap van bepaalde konijnenrassen. Hij is ontstaan door mutatie, dat wil zeggen dat er een plotselinge verandering ontstaat in de erfelijke aanleg van een organisme. Bepaalde erffactoren kunnen ineens actief of inactief worden.
De dwergfactor is in de Verenigde Staten ontdekt bij een Pool, die geïmporteerd was uit Duitsland.
De dwergfactor verandert uiterlijk en gewicht van dwergkonijnen. Hij reduceert het gewicht tot ongeveer 1/3 van wat het had kunnen zijn en zorgt voor de dikke ronde kop met korte oortjes. De factor is gewichtsafhankelijk en zou niet meer voorkomen bij dieren die zwaarder zijn dan 1300 gram.
De dwergfactor heeft ook nadelen. Niet alleen zorgt hij voor meer vetaanzet en sterk verminderde vruchtbaarheid, hij is ook letaal (dodelijk) als hij dubbel voorkomt. Dieren die dus zowel de dwergfactor erven van de vader als van de moeder zijn niet levensvatbaar. Bij geboorte zijn ze de helft kleiner dan een gewone dwergenbaby en ze worden niet ouder dan 3 dagen. Algemeen wordt aangenomen dat ze heel veel interne afwijkingen hebben. De diertjes zijn nochtans extreem levendig bij de geboorte, maar ze maken geen kans.
Bekijkt men de hele populatie van dwergkonijnen dan zal volgend patroon voor komen. 25% dwergen wordt geboren met dubbele factor en sterft, 25% wordt geboren zonder dat hij de dwergfactor meekrijgt en 50% erft de factor of van de vader, of van de moeder. Tentoonstellingswaardige dwergen vindt men bij deze categorie. Dieren die de dwergfactor niet erven worden valse dwergen genoemd.